# Sümegi kistérség

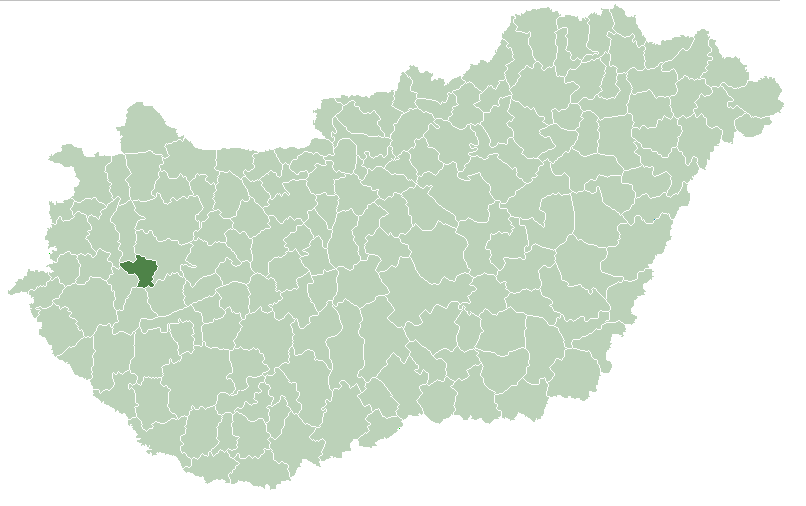
A Sümegi kistérség

A Sümegi kistérség egy kistérség volt Veszprém megyében, központja Sümeg volt. 2014-ben az összes többi kistérséggel együtt megszűnt.

## Települései
| Bazsi       | Bodorfa       | Csabrendek | Dabronc     | Gógánfa        |
| Gyepükaján  | Hetyefő       | Hosztót    | Káptalanfa  | Megyer         |
| Nemeshany   | Rigács        | Sümeg      | Sümegprága  | Szentimrefalva |
| Ukk         | Veszprémgalsa | Zalaerdőd  | Zalagyömörő | Zalameggyes    |
| Zalaszegvár |               |            |             |                |